# Йенсен, Йенс Арнольд Дитрих
Йенс Арнольд Дитрих Йенсен (дат. Jens Arnold Dietrich Jensen; 1849—1936) — датский офицер морской службы, путешественник.
Несколько раз посетил американские и другие воды (1877 и последующие годы). Вместе с Гротом и Андреасом Николаусом Корнерупом в 1878 году и Корнерупом и Гаммером в 1879 году исследовал Гренландию. Одна из экскурсий вглубь острова продолжалась 23 дня, причём Йенс посетил местности, где часто встречались из-под льда скалы до 1500 метров высоты. Вглубь Гренландии Йенс проник на 10 миль дальше Норденшельда и посетил более высокие горы. Его исследования были опубликованы в датском журнале «Meddelelser om Grönland».
В 1911 году сменил имя на «Йенс Арнольд Дидерик Йенсен Бильдсё» (дат. Jens Arnold Diderich Jensen Bildsøe).